# Erin Brockovich
Erin Brockovich-Ellis (Lawrence, Kansas; 22 de junio de 1960) es una autodidacta y activista medioambientalista especialmente conocida por la demanda realizada en 1993 contra la empresa Pacific Gas and Electric Company (PG & E), de California. Al estar empleada en un pequeño despacho de abogados e intrigada por la coincidencia de informes de indemnización inmobiliaria con solicitudes de atención médica de las mismas personas, investigó y encontró una probable contaminación del agua potable por cromo hexavalente. Gracias a la película Erin Brockovich protagonizada por Julia Roberts en el año 2000 se convirtió también en una personalidad de los medios de comunicación, presentando la serie de televisión Challenge America con Erin Brockovich en ABC y Final Justice en Zone Reality. Es la presidenta de Brockovich Investigation & Consulting, una empresa de consultoría. También trabaja como consultora para Girardi & Keese, la firma de abogados de Nueva York de Weitz & Luxenberg dedicada a reclamaciones de lesiones personales por exposición al amianto, y Shine Lawyers en Australia.

## Biografía
Erin Brockovich nació en Lawrence, Kansas hija de la periodista Betty Jo (1923-2008) y Frank Pattee (1924-2011) un ingeniero industrial y jugador de futbol. Se graduó del Lawrence High School, y posteriormente estudió en la Universidad Estatal de Kansas. En 1981 ganó el concurso de belleza "Miss Pacific Coast". Desde 1982 vive en el sur de California.
En 1990, a los treinta años, tuvo un accidente de coche. Un despacho de abogados la ayudó y después de recuperarse empezó a trabajar para esa misma compañía. Su trabajo consistía en organizar los papeles. Un día se percató de que muchos de esos papeles trataban de personas enfermas en la comunidad de Hinkley, California. Entonces Erin empezó a buscar más información sobre el pueblo.
Durante cinco años trabajó muy duro, visitó muchas de las personas enfermas en Hinkley y escuchó sus historias. Todas las personas vivían cerca de una fábrica de gas y electricidad, la Pacific Gas and Electric Company, y descubrió que había una sustancia química, el cromo, que estaba en el agua de consumo. El cromo procedía de la fábrica, y Erin pensó que las personas estaban enfermas por dicha razón, por lo que decidió ayudarlas.
Erin y su marido denunciaron a la fábrica, pero los trabajadores de la misma no estaban de acuerdo con que los habitantes de Hinkley estuvieran enfermos por la exposición al cromo. En 1996, la justicia ordenó a la fábrica que indemnizara con 500.000 dólares al pueblo de Hinkley por cada habitante enfermo. Hubo un total de 600 personas enfermas, por lo que la fábrica tuvo que pagar 333 millones de dólares.
Trabajando con Edward L. Masry, un abogado con sede en Thousand Oaks, California, Brockovich pasó a participar en otras demandas contra la contaminación. Una demanda acusó a la Corporación Whitman de contaminación por cromo en Willits, California. Otro, que enumeró a 1.200 demandantes, alegó contaminación cerca de la estación de compresores Kettleman Hills de PG&E en el condado de Kings, California, a lo largo de la misma tubería que el sitio de Hinkley. La demanda de Kettleman se resolvió por $335 millones en 2006. 
En 2003, Brockovich recibió acuerdos de $430.000 de dos partes y una cantidad no revelada de un tercero para resolver su demanda alegando moho tóxico en su casa de Agoura Hills, California. Después de experimentar problemas con la contaminación por moho en su propia casa en el Valle de Conejo, Brockovich se convirtió también en una destacada activista y educadora en esta área.
Brockovich y Masry presentaron una demanda contra el Distrito Escolar Unificado de Beverly Hills en 2003, en el cual el distrito fue acusado de dañar la salud y la seguridad de sus estudiantes al permitir que un contratista operara un grupo de pozos petroleros en el campus. Brockovich y Masry alegaron que 300 casos de cáncer estaban vinculados a los pozos petroleros. Las pruebas posteriores y la investigación epidemiológica no pudieron corroborar un vínculo sustancial, y el Juez de la Corte Superior del Condado de Los Ángeles Wendell Mortimer otorgó un juicio sumario contra los demandantes. En mayo de 2007, el Distrito Escolar anunció que se le pagaría $450.000 como reembolso por gastos legales.

## Otras demandas
Brockovich ayudó en la presentación de una demanda contra Prime Tanning Corp. de St. Joseph, Misuri, en abril de 2009. La demanda afirmaba que el lodo residual de la producción de cuero, que contiene altos niveles de cromo hexavalente, se distribuyó a los agricultores en el noroeste de Misuri para usar como fertilizante en sus campos. Se cree que es una causa potencial de un número anormalmente alto de tumores cerebrales (70 desde 1996) en la ciudad de Cameron, Misuri, investigado por la EPA.
En junio de 2009, Brockovich comenzó a investigar un caso de agua contaminada en Midland, Texas. Se encontraron "cantidades significativas" de cromo hexavalente en el agua de más de 40 hogares en el área, algunas de las cuales ahora cuentan con filtros controlados por el estado en su suministro de agua. Brockovich dijo: "La única diferencia entre aquí y Hinkley es que vi niveles más altos aquí que en Hinkley".
En 2012, Brockovich se involucró en el misterioso caso de 14 estudiantes de LeRoy, Nueva York, que comenzaron a informar de síntomas médicos desconcertantes, incluidos tics y dificultad para hablar. Brockovich creía que la contaminación ambiental causada por el descarrilamiento de Lehigh Valley Railroad en 1970 fue la causa y realizó pruebas en el área. Se suponía que Brockovich regresaría a la ciudad para presentar sus hallazgos, pero nunca lo hizo. Mientras tanto, los médicos de los estudiantes determinaron que la causa era una enfermedad psicógena masiva y que la exposición a los medios lo estaba empeorando. No se encontraron causas ambientales después de repetir las pruebas y los estudiantes mejoraron una vez que la atención de los medios disminuyó.
A principios de 2016, Brockovich se involucró en un posible litigio contra Southern California Gas por una gran fuga de metano desde su instalación de almacenamiento subterráneo cerca de la comunidad de Porter Ranch al norte de Los Ángeles (ver fuga de gas de Aliso Canyon).
Actualmente trabaja en su propia empresa, de la que es presidenta, de la Brockovich Investigation & Consulting, y da conferencias por todo el mundo.

## Películas y libros sobre su vida
En el año 2000 se estrenó la película Erin Brockovich, que narra el proceso por el que se hizo famosa. La película está protagonizada por Julia Roberts y dirigida por Steven Soderbergh. La película fue un éxito, y gracias a ella Erin consiguió ganar mucha reputación.
Brockovich tuvo un papel más extenso en el documental de 2012 Last Call at the Oasis, que se centró no solo en la contaminación del agua sino también en la escasez de agua y la política del agua en los Estados Unidos. También publicó un libro, titulado La vida es una lucha pero puedes ganar, (ISBN 978-0071383790) en 2001.

## Premios y reconocimientos
- Doctora honoraria en leyes y oradora de graduación en la Facultad de Derecho Lewis & Clark, Portland, Oregón, en mayo de 2005.
- Doctora honoraria de letras humanas y oradora de graduación en la Universidad Loyola Marymount, Los Ángeles, el 5 de mayo de 2007.
- Maestría Honoraria en Artes, Comunicación Empresarial, de Jones International University, Centennial, Colorado.